# Aega punctulata
Aega punctulata là một loài chân đều trong họ Aegidae. Loài này được Miers miêu tả khoa học năm 1881.